# スキージャンプ (ダム)

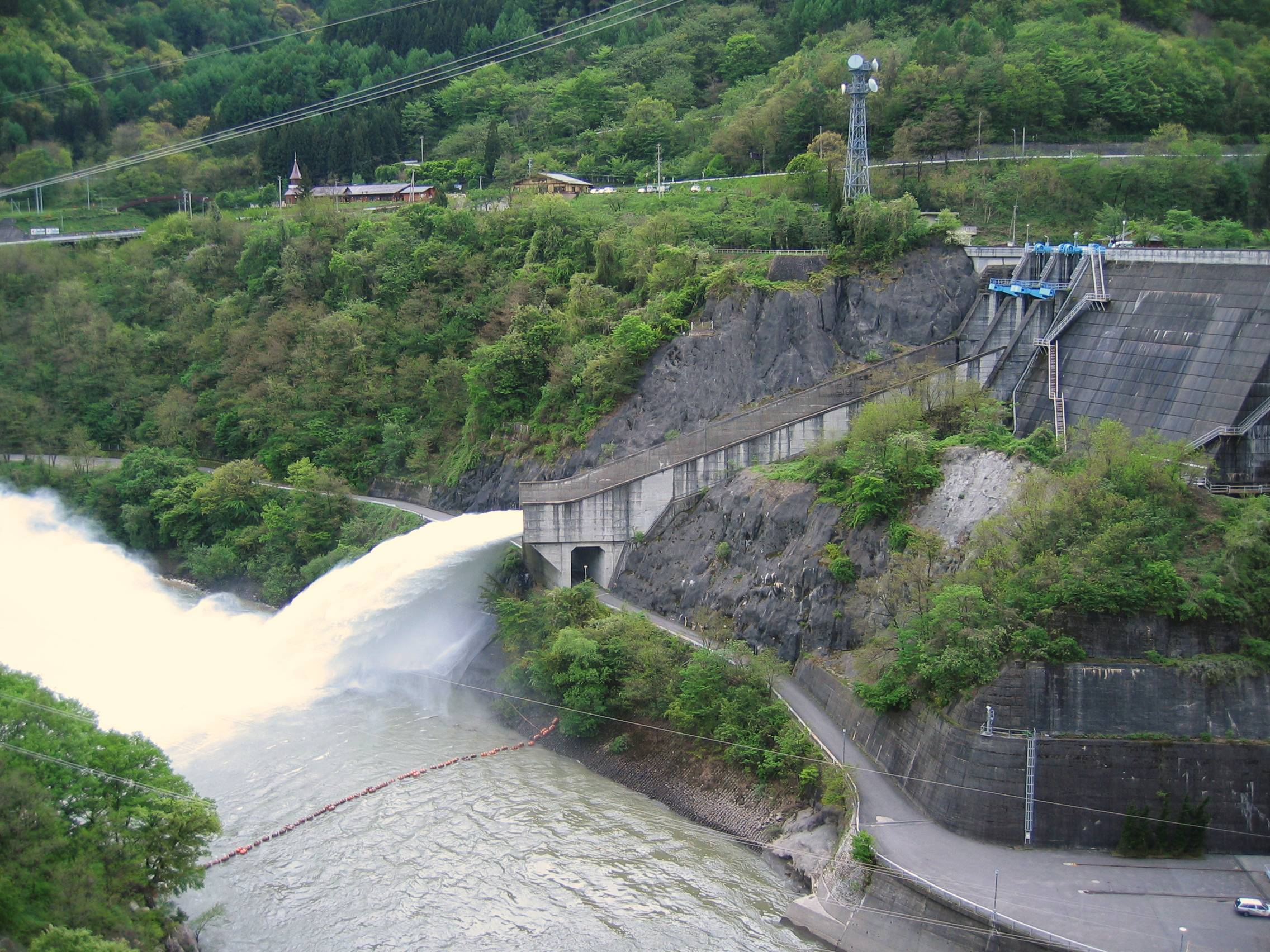
スキージャンプからの放流のようす（水殿ダム）

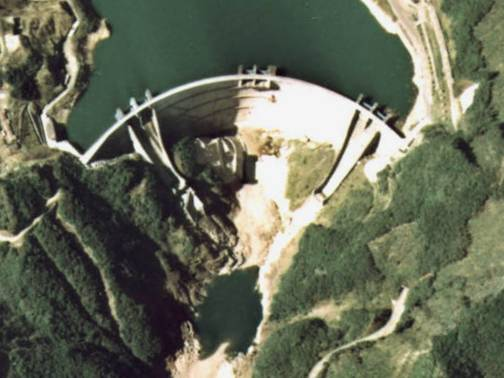
両岸から放った水を空中で衝突させる一ツ瀬ダム

ダムのスキージャンプとは、ダムに付随する余水吐きの減勢工としての形態のひとつである。ダムの高い位置からスロープ状の水路が設けられており、ダムからあふれ出た水がこれを駆け下り、高い位置から空中に放出される。スキーのジャンプ台に見えることからこう呼ばれている。
スキージャンプのように、放出先である下流の河川水位よりも高い位置から水を放出し落下させるものを総称してフリップ式水叩きという。放たれた水が水面に落下する際、衝撃で河床が洗掘されることになるので、ダム直下が洗掘されないよう、ダムからできるだけ遠く離れた地点に水を落下させる必要がある。とはいえ、周囲にある空気を抱き込みながら拡散して落下するので、その勢いは低減され、河床の洗掘はある程度抑えられる。
余水吐きにフリップ式水叩きを採用する例としては重力式コンクリートダムやロックフィルダムなどダムの型式にとらわれないが、高さのあるアーチ式コンクリートダムでは特に高い位置から水を空中に放出するよう設計されており、これをスキージャンプと呼んでいる。日本における例としては宮崎県にある上椎葉（かみしいば）ダムや一ツ瀬（ひとつせ）ダムのスキージャンプが特徴的で、左岸・右岸の両岸から勢いよく放った水を空中で衝突させるという、たいへん派手な設計をしている。もっとも、経済面ではダムの中央から水を落下させる型式の方がスキージャンプよりも有利である。